# Людмил Трифонов
Людмил Трифонов е български режисьор.

## Биография
Завършва актьорско майсторство във ВИТИЗ „Кръстьо Сарафов“. Играе на сцената на Великотърновския, Сливенския драматичен театър и др. По-късно учи телевизионна режисура в гр. Рим, Италия. След завръщането си в България работи в Българската национална телевизия. Режисира множество детски, културни, музикални и забавни предавания. Поставя филма балет „Куклената фея“ от Йозеф Байер. Негова е заслугата за заснемането на документалната филмова поредица „Борис Христов“, на която е режисьор и сценарист (заедно със Стоян Ангелов).
Филмът се състои от три части – „Мигове от живота и сцената“, „Песента е целият ми живот“ и „Срещи в България“, и проследява житейския и творчески път на Борис Христов от неговите първи стъпки като певец в хор „Гусла“ до триумфа му на световните оперни сцени. Запечатани са безценни кадри от творческия процес на Борис Христов и ежедневието му с неговата спътница в живота Франка де Рензис в дома им в гр. Буджано, Италия, а така също и от гостуванията им в родината на певеца. Посещение в къщата на родителите му на ул. „Цар Самуил“ 43 в гр. София, среща със стари приятели, записи в „Балкантон“ и храм-паметника „Св. Александър Невски“, изречени съкровени мисли за изкуството – всички тези споделени с камерата мигове вълнуват с живото и непринудено присъствие на великия бас. Освен с документалните кадри филмът завладява и с изпълнения на живо на известни арии като тази на Филип от операта „Дон Карлос“ в постановка на „Ковънт Гардън“, Лондон, с възторжените отзиви на известни музикални дейци и критици.
Премиерата на филма в Националния дворец на културата, София, предизвиква небивал интерес. Излъчван е многократно по БНТ. Людмил Трифонов заснема и три филма концерти, в които Борис Христов изпълнява произведения на Модест Мусоргски на сцените в Копенхаген, Дания, Кьолн, Германия, и др.
Филмът „Борис Христов“ се пази в Златния фонд на Българската национална телевизия и е част от непреходното културно наследство на България.

## Филмография
- „Разказът на великия боил“ (1982)
- „Формула 10“ (1977)